# Першунари (Прахова)
Першунари (рум. Perșunari) насеље је у Румунији у округу Прахова у општини Гура Вадулуј. Oпштина се налази на надморској висини од 185 m.

## Становништво
Према подацима из 2002. године у насељу је живело 951 становника, од којих су сви румунске националности.